# Marolles (Loir i Cher)
Marolles és un municipi francès, situat al departament del Loir i Cher i a la regió de Centre – Vall del Loira. L'any 2007 tenia 694 habitants.

## Demografia

### Població
El 2007 la població de fet de Marolles era de 694 persones. Hi havia 270 famílies, de les quals 52 eren unipersonals (24 homes vivint sols i 28 dones vivint soles), 99 parelles sense fills, 111 parelles amb fills i 8 famílies monoparentals amb fills.
La població ha evolucionat segons el següent gràfic:
Habitants censats

### Habitatges
El 2007 hi havia 282 habitatges, 267 eren l'habitatge principal de la família, 6 eren segones residències i 9 estaven desocupats. 270 eren cases i 10 eren apartaments. Dels 267 habitatges principals, 227 estaven ocupats pels seus propietaris, 38 estaven llogats i ocupats pels llogaters i 3 estaven cedits a títol gratuït; 1 tenia una cambra, 12 en tenien dues, 27 en tenien tres, 78 en tenien quatre i 149 en tenien cinc o més. 220 habitatges disposaven pel capbaix d'una plaça de pàrquing. A 111 habitatges hi havia un automòbil i a 149 n'hi havia dos o més.

### Piràmide de població
La piràmide de població per edats i sexe el 2009 era:
| Homes | Edats   | Dones |
| ----- | ------- | ----- |
| 0     | 95 o +  | 0     |
| 0     | 90 a 94 | 0     |
| 16    | 85 a 89 | 0     |
| 0     | 80 a 84 | 0     |
| 12    | 75 a 79 | 4     |
| 20    | 70 a 74 | 24    |
| 8     | 65 a 69 | 20    |
| 20    | 60 a 64 | 4     |
| 24    | 55 a 59 | 12    |
| 20    | 50 a 54 | 44    |
| 28    | 45 a 49 | 24    |
| 20    | 40 a 44 | 16    |
| 36    | 35 a 39 | 32    |
| 32    | 30 a 34 | 28    |
| 24    | 25 a 29 | 24    |
| 16    | 20 a 24 | 12    |
| 20    | 15 a 19 | 20    |
| 24    | 10 a 14 | 28    |
| 36    | 5 a 9   | 32    |
| 28    | 0 a 4   | 28    |

## Economia
El 2007 la població en edat de treballar era de 436 persones, 318 eren actives i 118 eren inactives. De les 318 persones actives 293 estaven ocupades (158 homes i 135 dones) i 25 estaven aturades (14 homes i 11 dones). De les 118 persones inactives 48 estaven jubilades, 50 estaven estudiant i 20 estaven classificades com a «altres inactius».

### Ingressos
El 2009 a Marolles hi havia 275 unitats fiscals que integraven 704,5 persones, la mediana anual d'ingressos fiscals per persona era de 20.028 €.

### Activitats econòmiques
Dels 15 establiments que hi havia el 2007, 2 eren d'empreses extractives, 2 d'empreses de fabricació d'altres productes industrials, 3 d'empreses de construcció, 2 d'empreses de comerç i reparació d'automòbils, 3 d'empreses de transport, 1 d'una empresa d'informació i comunicació i 2 d'empreses immobiliàries.
Dels 5 establiments de servei als particulars que hi havia el 2009, 1 era un guixaire pintor, 2 lampisteries i 2 agències immobiliàries.
L'únic establiment comercial que hi havia el 2009 era una fleca.
L'any 2000 a Marolles hi havia 6 explotacions agrícoles.

## Equipaments sanitaris i escolars
El 2009 hi havia una escola elemental.

## Poblacions més properes
El següent diagrama mostra les poblacions més properes.